# James Edward Pough
James Edward Pough, detto Pop (Jacksonville, 16 febbraio 1948 – Jacksonville, 18 giugno 1990), è stato un criminale statunitense.
Nel giugno 1990, uccise nove persone ferendone altre quattro presso una società di leasing auto GMAC a Jacksonville, Florida, prima di suicidarsi. Il giorno precedente, aveva ucciso una donna e un uomo, ferito due adolescenti, e rapinato un supermercato sempre a Jacksonville.
La sparatoria agli uffici GMAC fu la peggiore strage di massa commessa da un solo uomo nella storia della Florida.

## Biografia

### 1971: Omicidio di David Lee Pender
L'8 maggio 1971 Pough ebbe una forte discussione con il suo migliore amico, David Lee Pender, che aveva definito la sua ragazza una "puttana". Nella rissa successiva, Pough afferrò un revolver .38 Special dalla borsa della sua ragazza e sparò a Pender tre volte, che alla fine morì in ospedale. Secondo i parenti, Pough non riuscì mai a superare il trauma di aver ucciso il suo migliore amico.
Pough venne inizialmente accusato di omicidio di primo grado, anche se l'accusa fu successivamente ridotta a omicidio colposo. Alla fine, si dichiarò colpevole di aggressione aggravata e venne condannato a cinque anni di libertà vigilata.
Come risultato della condanna mite, Pough non venne considerato un criminale vero e proprio e quindi ha potuto acquistare in seguito diverse pistole, tra cui il revolver calibro .38 con cui si è suicidato, che è stato registrato alla polizia il 4 giugno 1979. Nel 1977 Pough comparve due volte in tribunale per debiti non pagati, e nel 1982 c'era anche su di lui un mandato di arresto in sospeso per un caso di frode circa un risarcimento sul lavoro.

## Vittime

### Morti
8 maggio 1971
• David Lee Pender
17 giugno 1990
- Louis Carl Bacon, 39
- Doretta Drake, 30

18 giugno 1990
- Julia White Burgess, 42, cliente
- Drew Woods, 38
- Cynthia L. Perry, 30
- Barbara Duckwall Holland, 45
- Janice David, 40
- Sharon Louise Hall, 45
- Jewell Belote, 50, morta il 27 giugno
- Lee Simonton, 33
- Denise Sapp Highfill, 36

### Feriti
17 giugno 1990
- Adolescente non identificato, 17
- Adolescente non identificato, 18

18 giugno 1990
- David Hendrix, 25, cliente
- Phyllis Griggs
- Ron Echevarria
- Nancy Dill